# Anna Maria Muccioli
Pour les articles homonymes, voir Muccioli.
Anna Maria Muccioli, née le 15 août 1964 à San Leo (Italie), est une femme d'État saint-marinaise.

## Biographie
Avocate de profession, Anna Maria Muccioli est membre du Parti démocrate-chrétien. En 2008, elle devient expert juridique auprès de Giancarlo Venturini, secrétaire d'État au territoire, à l'environnement et à l'agriculture. En 2012, elle est nommée présidente de la Commission anti-mafia de la République de Saint-Marin.
Elle est capitaine-régent de Saint-Marin du 1er octobre 2013 au 1er avril 2014, en tandem avec Gian Carlo Capicchioni.